# Tom King (boxe anglaise)
Tom King est un boxeur anglais combattant à mains nues né le 14 août 1835 à Londres et mort le 3 octobre 1888 à Stockbridge, dans le comté de Hampshire.

## Carrière

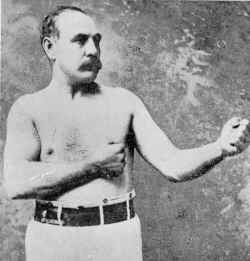
Jem Mace, adversaire de King pour le titre de champion d'Angleterre poids lourds

Tout d'abord marin, il voyage en Afrique et apprend à boxer avec et sans gants dans la Royal Navy. King entame sa carrière sportive en 1859 par une victoire face à Bill Clamp. Entrainé par l'ancien champion Jem Ward, il enchaîne les succès notamment contre Tom Truckle et Young Broome ce qui lui vaut d'affronter le champion d'Angleterre des poids lourds Jem Mace le 28 janvier 1862.
Après 30 premiers rounds dominés par Tom King, Mace prend progressivement le dessus et s'impose finalement au 43e round. Cette performance lui vaut néanmoins une revanche et le 26 novembre 1862, il saisit l'occasion qui lui est donnée de s'emparer du titre national en remportant le combat par jet de l'éponge à la 21e reprise. King remet son titre en jeu l'année suivante contre John C. Heenan qu'il bat assez nettement en 24 rounds. Il met ensuite un terme à sa carrière et réussit sa reconversion en tant que bookmaker.

## Distinction
Tom King est membre de l'International Boxing Hall of Fame depuis 1992.